# Дни нашей жизни (пьеса)
«Дни нашей жизни» — пьеса Леонида Андреева, впервые опубликованная в 1908 году в сборнике товарищества «Знание».
Название пьесы является цитатой из студенческого гимна "Быстры, как волны, дни нашей жизни...", написанного студентом-медиком А.П.Сребрянским в первой четверти XX в.

## Сюжет
Студент Николай Глуховцев влюбляется в нежную, чистую девушку Оль-Оль. Но Ольга признаётся, что она — содержанка. Её отец после смерти оставил семье долги и мизерную пенсию. Сама мать, Евдокия Антоновна, поставляет ей клиентов.

## Действующие лица
- Евдокия Антоновна.
- Ольга Николаевна — её дочь.

Студенты и курсистки:
- Глуховцев Николай
- Онуфрий
- Мишка
- Блохин
- Физик
- Архангельский
- Анна Ивановна
- Зинаида Васильевна
- Эдуард фон Ранкен — врач.
- Миронов Григорий Иванович — подпоручик.

Бульварная публика:
- Парень Гриша
- Торговец
- Отставной генерал с дочерью
- Военные писаря.
- Аннушка и Петр — служащие в номерах.

## Постановки
- Премьера пьесы состоялась на сцене петербургского Нового театра (антреприза Ф. Н. Фальковского и А. Я. Леванта) 6 ноября 1908 года. За первый год было дано сто пять представлений.
- Одесский драматический театр (1908).
- Театр Корша (1909).
- Ростовский академический театр драмы им. М. Горького (1939).
- Московский драматический театр имени А. С. Пушкина (1966).
- Санкт-Петербургский театр «Русская антреприза» имени Андрея Миронова (2009).
- Московский драматический театр «Сфера» (2012).
- Самарский  Академический  театр Драмы  им . Горького "Коля +  Оля"   (2012)
- Ульяновский драматический театр им. И.А.Гончарова "Дни нашей жизни" (2023)

## Использование
- Опера «Оль-Оль», написанная композитором Н. Черепниным и поставленная в Веймаре в 1928 году.

- Альбом «Дни нашей жизни» 2019 года музыкального проекта петербургского поэта Святослава Коровина и челябинского музыканта Константина Шнайдера «1909». За основу альбома взяты несколько фрагментов и общая концепция пьесы.